# Helen Varcoe
Helen Gradwell Varcoe, née le 18 février 1907 à Croydon en Londres et morte le 7 mai 1995 à Truro en Cornouailles, est une nageuse britannique.

## Biographie
Aux Jeux olympiques d'été de 1932 à Los Angeles, Helen Varcoe fait partie du relais britannique médaillé de bronze sur 4x100 mètres nage libre.